# Nobunaga's Ambition
Nobunaga's Ambition (信長の野望, Nobunaga no Yabō) est un jeu vidéo de grande stratégie développé et édité par Koei, initialement sorti en 1983. Il fonctionne sur PC-88, PC-98, FM-77, MSX, X68000, Amiga, DOS,  Mega Drive, NES, PC Engine, Super Nintendo, WonderSwan et Game Boy. Nobunaga's Ambition a donné naissance à une longue série de jeux de stratégie au tour par tour. Il est un des premiers jeux de stratégie au tour par tour à utiliser des cases hexagonales. Son attention portée à la gestion des taxes et des fiefs a également donné naissance au jeu de grande stratégie. Sa popularité est en revanche restreinte en dehors du Japon.

## Système de jeu
La musique a été composée par Yōko Kanno entre 1983 et 1994.

## La série
- Nobunaga no Yabō (信長の野望?) (1983, Nobunaga's Ambition)
- Nobunaga no Yabō: Zenkokuban (信長の野望・全国版?) (1986, Nobunaga's Ambition: Country-Wide Edition)
- Nobunaga no Yabō: Sengoku Gunyūden (信長の野望・戦国群雄伝?) (1989, Nobunaga's Ambition II)
- Nobunaga no Yabō: Bushō Fūunroku (信長の野望・武将風雲録?) (1990)
- Nobunaga no Yabō: Haōden (信長の野望・覇王伝?) (1992)
- Super Nobunaga no Yabō: Bushō Fūunroku (?) (1994, Nobunaga's Ambition: Lord of Darkness)[3]
- Nobunaga no Yabō: Tenshōki (信長の野望・天翔記?) (1994)
- Nobunaga no Yabō: Shōseiroku (信長の野望・将星録?) (1997)
- Nobunaga no Yabō: Reppūden (信長の野望・烈風伝?) (1999)
- Nobunaga no Yabō: Ranseiki (信長の野望・嵐世記?) (2001)
- Nobunaga no Yabō: Sōtensoku (信長の野望・蒼天録?) (2002)
- Nobunaga no Yabō: Tenkasōsei (信長の野望・天下創世?) (2003)
- Nobunaga no Yabō Online (信長の野望 Online?) (2004)
- Nobunaga no Yabō: Kakushin (信長の野望・革新?) (2005)
- Nobunaga no Yabō: Tendou (信長の野望・天道?) (2009)
- Pokémon+Nobunaga no Yabō (ポケモン+信長の野望?)(2012)
- Nobunaga's Ambition: Sphere of Influence  (信長の野望・創造?)(2013)
- Nobunaga's Ambition: Taishi  (信長の野望・大志?)(2017)